# Décennie 1350 en architecture
| Années de l'architecture : 1347 - 1348 - 1349 - 1350 - 1351 - 1352 - 1353    |
| Décennies de l'architecture : 1320 - 1330 - 1340 - 1350 - 1360 - 1370 - 1380 |

Cet article présente les faits marquants de la décennie 1350 en architecture.

## Événements
- 4 janvier 1351-31 juillet 1369 : Francesco Talenti dirige les travaux de la cathédrale Santa Maria del Fiore de Florence, à la suite d'Andrea Pisano[1].
- 1353-1399 : Peter Parler prend la direction du chantier de la cathédrale Saint-Guy de Prague en 1352, après la mort de son architecte, Mathieu d'Arras[2].
- 9 juillet 1357 : début de la construction du pont Charles à Prague sur la Moldau par Peter Parler[3].

## Réalisations
- 1350-1357 : construction de la médersa Bou Inania de Fès[4].

- 1350-1372 :  Tommaso di Andrea Pisano termine la chambre de cloches au sommet de la tour de Pise[5].
- 1351-1412 : construction du cloître de la cathédrale de Gloucester en style « gothique perpendiculaire »[6].
- 1352-1359 : Le tabernacle de la Vierge dans la loge d’Orsanmichele, à Florence par l’architecte et sculpteur Andrea Orcagna[7].
- 1354-1360 : construction de la voûte de la nef de la cathédrale d'York (détruite par un incendie en 1840)[8].
- 1356-1362 : construction de la mosquée du sultan Hassan au Caire, qui occupe une superficie de 8 000 m²[9].
- 1356-1383 : à Paris, construction de la nouvelle enceinte[10].

- 1357 : construction de la synagogue El Tránsito de Tolède par Samuel Ha-Levi[11].

- 1358-1362 : Andrea Orcagna est le maître d’œuvre de la cathédrale d'Orvieto et réalise des mosaïques pour sa façade[12].

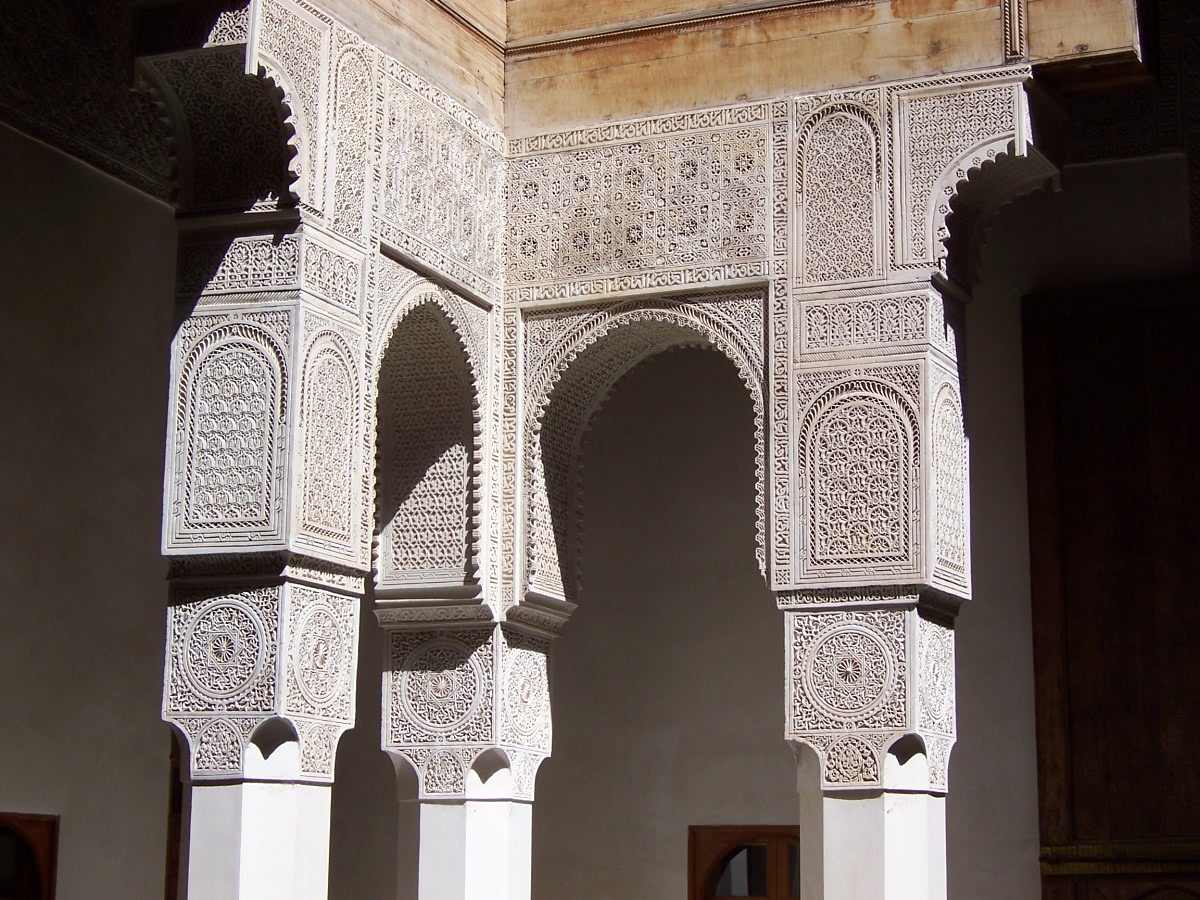
Médersa Bou Inania de Fès.
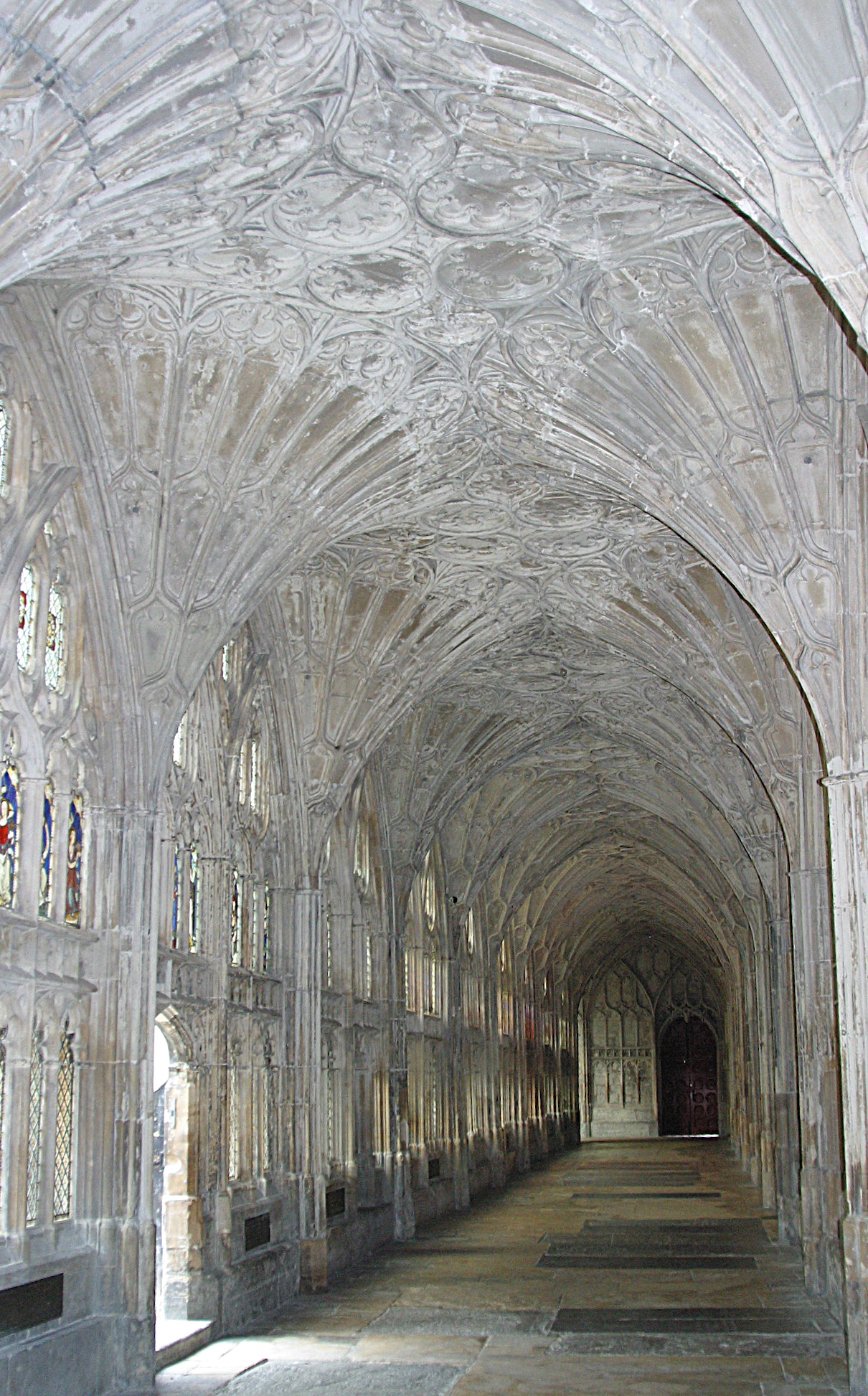
Cloitre de la cathédrale de Gloucester
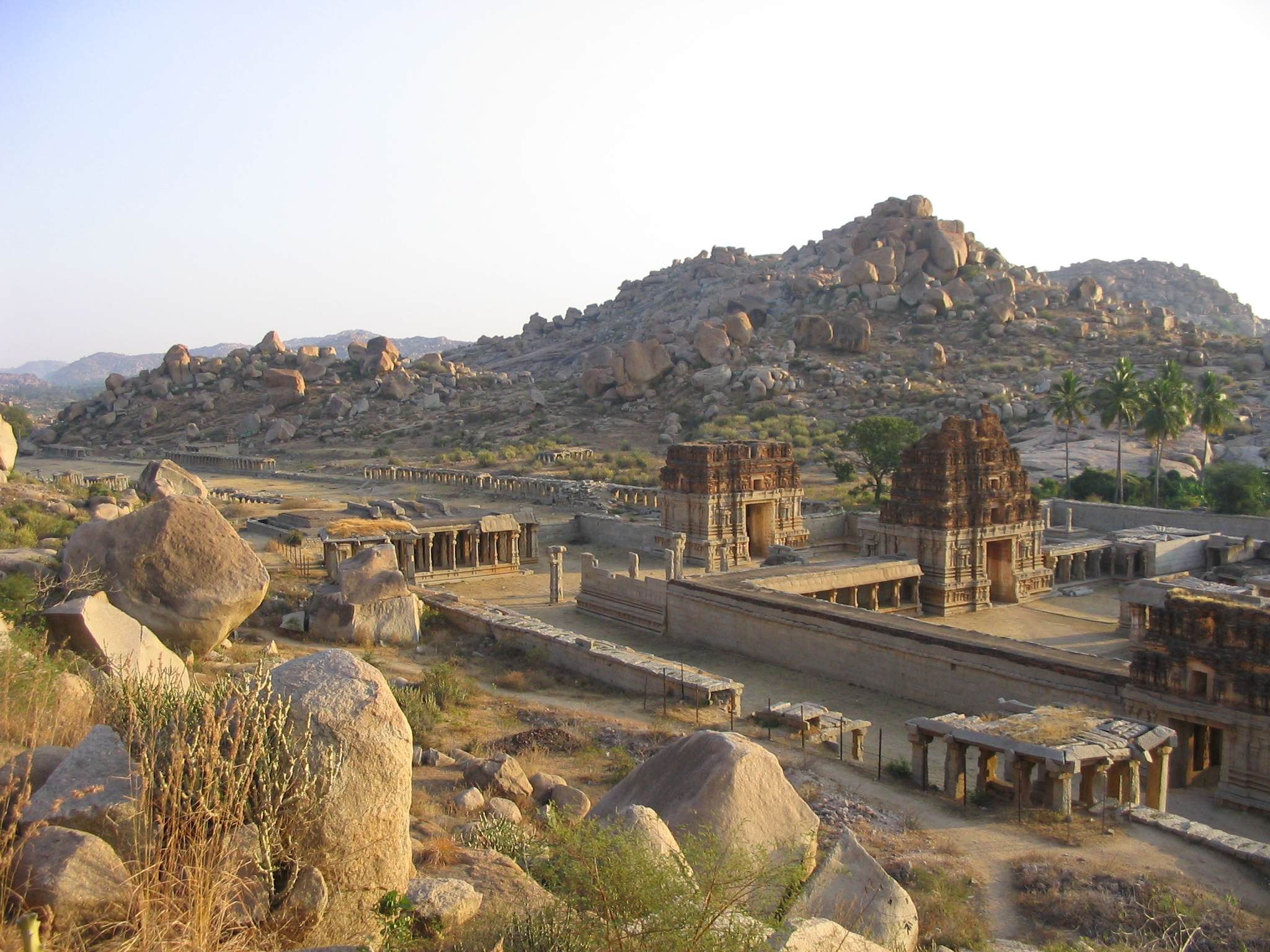
Hampi
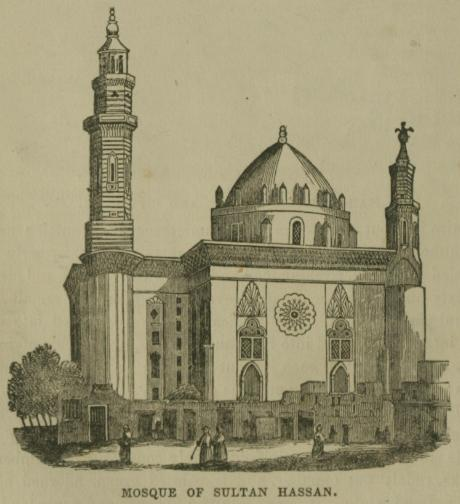
Mosquée du sultan Hassan
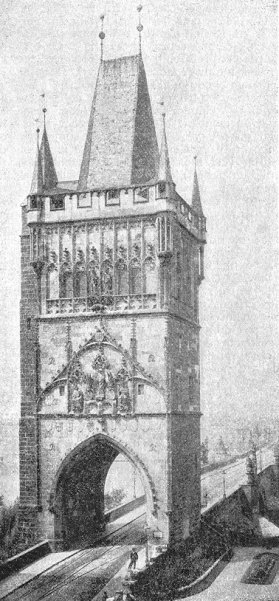
Pont Charles
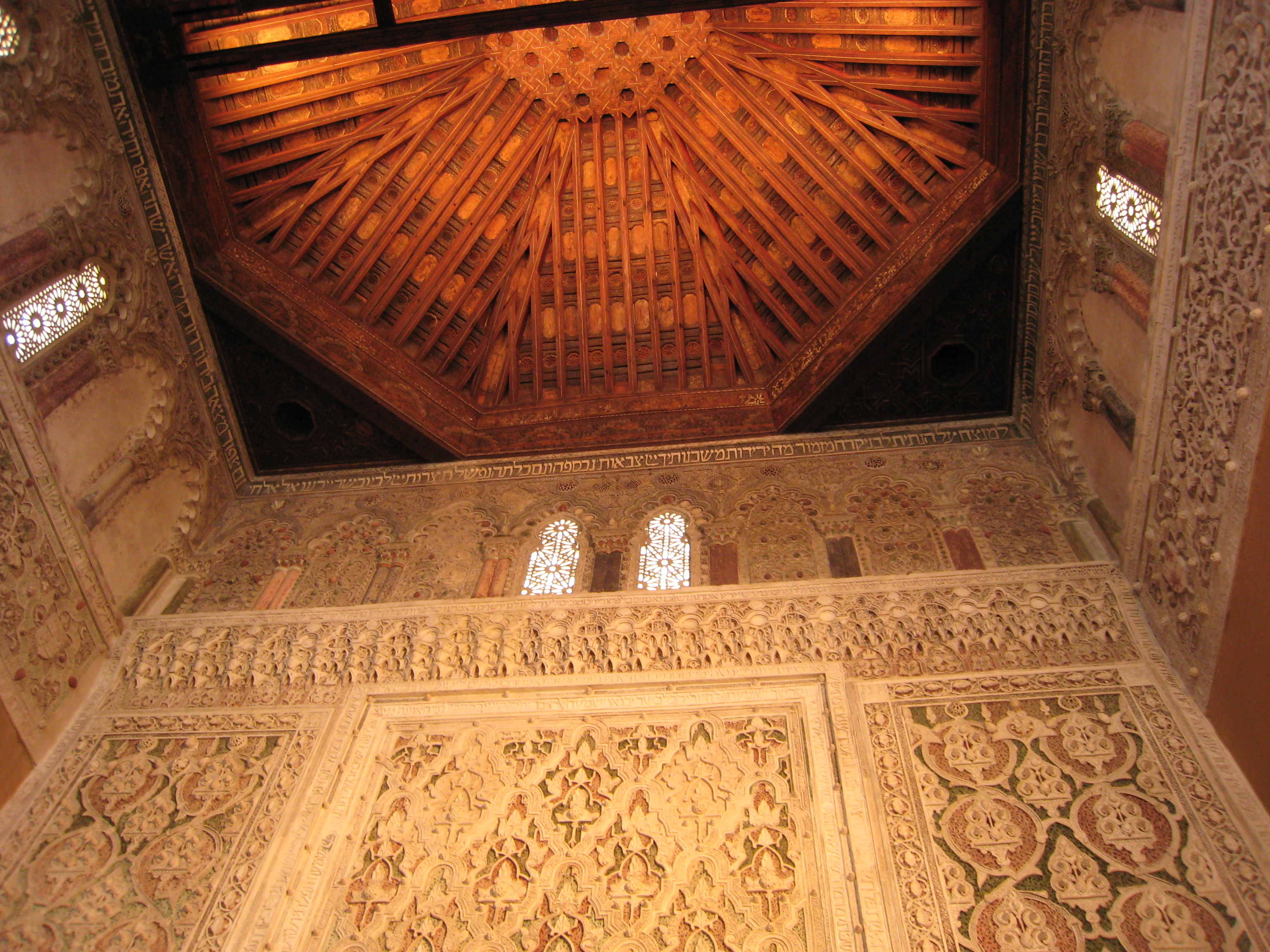
Synagogue El Tránsito de Tolède

## Naissances
- x

## Décès
- 1352 : Mathieu d'Arras (° vers 1290)